# António Xavier Machado e Cerveira
António Xavier Machado e Cerveira (Tamengos, Anadia, 1 de Setembro de 1756 – Caxias, 14 de Setembro de 1828) foi um organeiro português.
É considerado um dos mais notáveis organeiros portugueses do período Barroco.

## Biografia
Era filho do também organeiro e escultor em madeira, Manuel Machado Teixeira ou Manuel Machado Teixeira de Miranda, e de sua segunda esposa, Josefa Cerveira. Era irmão consanguíneo do escultor Joaquim Machado de Castro. O pai, Manuel Machado, foi o construtor do grandioso órgão do Mosteiro dos Jerónimos, em Lisboa.
De acordo com a tradição, Manuel Machado havia deixado um alentado manuscrito descrevendo a sua obra, hoje desaparecido. Acredita-se, entretanto, que dado o fôlego da obra nos Jerónimos, o artista tenha tido no seu filho mais novo precioso auxiliar, uma vez que, à época (1781), se encontrava em avançada idade. António Xavier contava então, com vinte e cinco anos de idade. Para esse raciocínio contribui a inscrição de outro órgão, contemporâneo que reza:
"O Ex.mo D. Fr. Diogo de Jesus Jordão sendo bispo de Pernambuco mandou fazer este órgão no ano de 1789. Foi construído por Machado filho, porque o pai já a esse tempo era falecido."

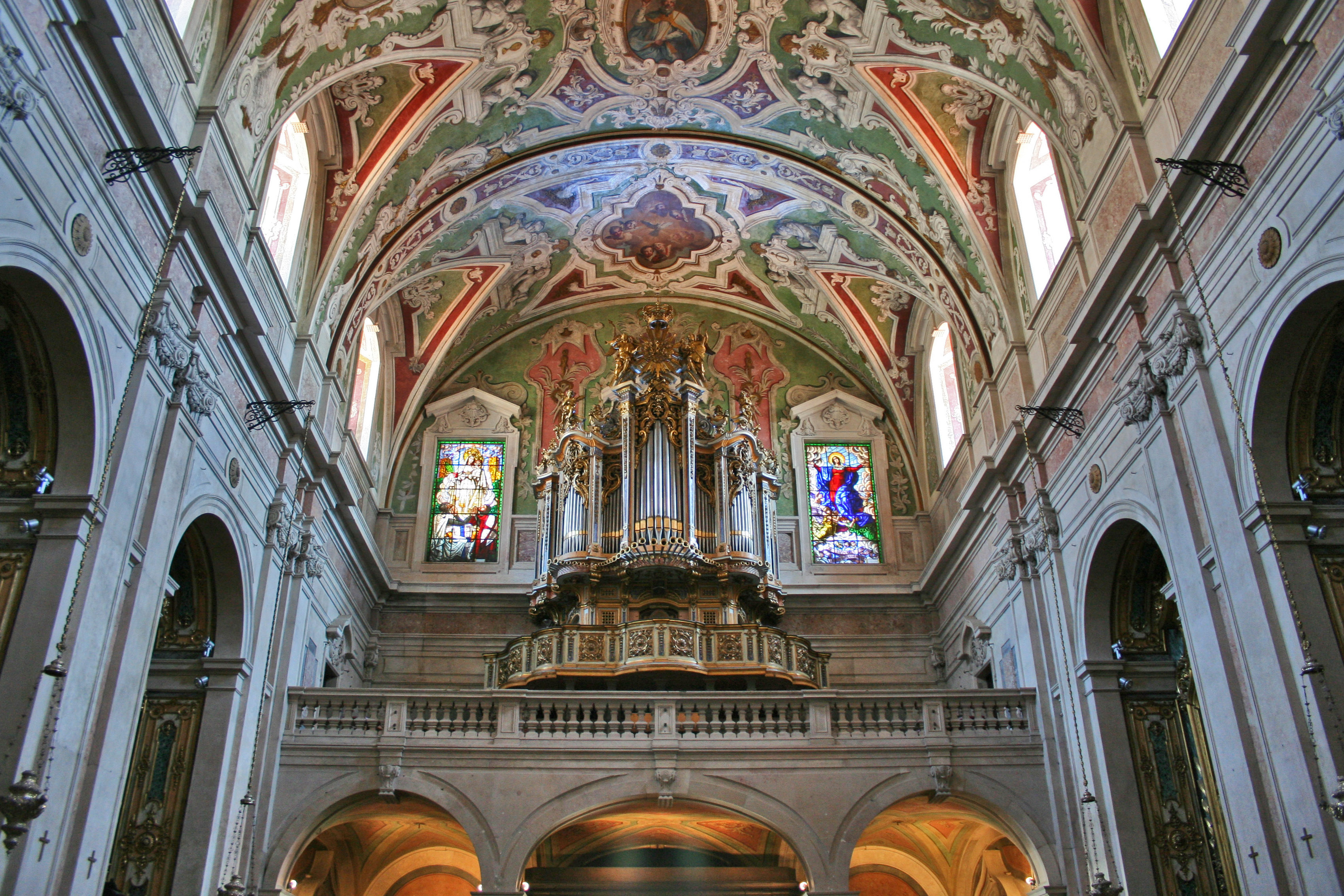
O órgão na Igreja dos Mártires.

O órgão da Igreja de São Roque, correspondente ao número 2, foi construído inicialmente para a Igreja do Convento de São Pedro de Alcântara, tendo sido transferido em 1848 para a Igreja de São Roque — para a capela do transepto do lado da Epístola — e mais tarde, na década de 90 do século XIX, para o coro alto onde actualmente se encontra.
Com o órgão dos Mártires, o número 3 da sua autoria, o artista obteve grande reputação, tendo sido incumbido de construir todos os órgãos que as igrejas de Lisboa tiveram que readquirir, na reedificação da cidade após o terramoto de 1755. A sua tarefa foi idêntica, no seu campo, à de Pedro Alexandrino no da pintura. Desse modo, com projetos semelhantes ao dos Mártires, embora com frontespícios diferentes, fabricou os órgãos das igrejas de São Roque, do Convento da Estrela, do Mosteiro de Odivelas (que nunca chegou a ser montado, encontrando-se ainda desmontado na Sala do Capítulo deste mosteiro), do Sacramento, de Santa Justa, os três de Mafra, o da Capela Real de Queluz, além de muitos outros menores, como os do Socorro, de Santa Isabel, da Boa Hora (em Belém), dos Anjos, de São Tiago, de São Lourenço, da Ermida da Vitória, da Encarnação, e outros. Fabricou ainda muitos instrumentos para diversas igrejas das proximidades de Lisboa, como o Barreiro, Lavradio, Coruche, Marvila, Santarém (onde há três, sendo o mais considerável o da Misericórdia), Santa Quitéria de Meca, e outros.
Muitos de seus órgãos, alguns deles de grandes dimensões, seguiram para o Brasil. Por motivo de ter construído os órgãos de Mafra e de Queluz, foi nomeado organeiro da casa real — "Organorum regalium Rector", como se intitulava — e condecorado com o hábito da Ordem de Cristo.
Um dos últimos instrumentos que construiu foi o órgão que existe na freguesia do Barreiro, com o número 103, datado de 1828, ano em que faleceu.
Machado e Cerveira entrou para a Irmandade de Santa Cecília em 22 de Novembro de 1808, onde exerceu durante os últimos anos, até poucos meses antes de falecer, o cargo de primeiro assistente, presidindo a todas as sessões da mesa.

## Lista de órgãos construídos
| Número | Data | Igreja                                                                              | Cidade            | Fotografia | Nº de registos    | Acessórios                                                                                | Estado                     |
| ------ | ---- | ----------------------------------------------------------------------------------- | ----------------- | ---------- | ----------------- | ----------------------------------------------------------------------------------------- | -------------------------- |
| 1      | 1781 | Mosteiro dos Jerónimos                                                              | Lisboa            |            |                   |                                                                                           | Desaparecido               |
| 2      | 1784 | Igreja de São Roque                                                                 | Lisboa            |            |                   |                                                                                           | Operacional                |
| 3      | 1785 | Igreja dos Mártires                                                                 | Lisboa            |            | 14 (ME) + 16 (MD) |                                                                                           | Operacional                |
| 16     | 1787 | Igreja do Livramento                                                                | Azueira, Mafra    |            |                   |                                                                                           | Operacional                |
| 22     | 1788 | Igreja de Nossa Senhora da Guia - Museu de Angra (antigo convento de São Francisco) | Angra do Heroísmo |            | 11 (MD) + 11 (ME) | Anulador de cheios (2 pisantes)                                                           | Operacional                |
| 23     | 1789 | Basílica da Estrela (Coro-alto)                                                     | Lisboa            |            |                   |                                                                                           | Inoperacional              |
| 24     | 1790 | Igreja Matriz da Calheta                                                            | Calheta           |            | 5 (ME) + 5 (MD)   | Anulador de cheios (2 pisantes)                                                           | Operacional                |
| 32     | 1791 | Basílica da Estrela (Órgão de coro)                                                 | Lisboa            |            |                   |                                                                                           | Operacional                |
| 36     | 1792 | Igreja das Chagas                                                                   | Lisboa            |            |                   |                                                                                           | Inoperacional              |
| 38     | 1793 | Igreja de São Mateus da Praia                                                       | Santa Cruz        |            | 6 (ME) + 6 (MD)   | Anulador de cheios (2 pisantes)                                                           | Operacional                |
| 40     | 1793 | Igreja Matriz da Praia da Vitória                                                   | Praia da Vitória  |            | 8 (ME) + 8 (MD)   | Anulador de cheios (2 pisantes)                                                           | Operacional                |
| 46     | 1795 | Igreja de Covões                                                                    | Covões            |            |                   |                                                                                           |                            |
| 47     | 1795 | Mosteiro de Lorvão                                                                  | Lorvão            |            |                   |                                                                                           | Operacional                |
| 53     |      | Igreja da Misericórdia de Viseu                                                     | Viseu             |            | 32                |                                                                                           | Operacional (Reconstruído) |
| 56     | 1798 | Igreja de N. Sra. do Carmo (Colégio)                                                | Angra do Heroísmo |            | 10 (ME) + 10 (MD) | Anulador de cheios (2 pisantes) / Anulador de palhetas (2 pisantes) / Tambores em Dó e Fá |                            |
| 59     | 1801 | Igreja de S. Silvestre                                                              | Gradil, Mafra     |            |                   |                                                                                           |                            |
| 72     | 1806 | Igreja de Nossa Senhora do Socorro                                                  | Lisboa            |            |                   |                                                                                           | Inoperacional              |
| 83     | 1817 | Igreja Paroquial do Santíssimo Sacramento                                           | Lisboa            |            |                   |                                                                                           | Em restauro                |
| 84     | 1817 | Igreja de Marvila                                                                   | Santarém          |            | 9 (ME) + 9 (MD)   | Anulador de cheios e palhetas (2 pisantes)                                                | Operacional                |
| 85     | 1818 | Igreja de São Nicolau                                                               | Santarém          |            | 7 (ME) + 7 (MD)   | Anulador de cheios e palhetas (2 pisantes)                                                | Operacional                |
| 87     | 1818 | Igreja da Misericórdia                                                              | Santarém          |            | 10 (ME) + 10 (MD) | Anulador de cheios e palhetas (2 estribos)                                                | Operacional                |
| 96     | 1822 | Igreja da Victória                                                                  | Lisboa            |            |                   |                                                                                           | Operacional                |
| 98     | 1826 | Igreja de Nossa Senhora da Encarnação                                               | Lisboa            |            |                   |                                                                                           |                            |
| 103    | 1828 |                                                                                     | Barreiro          |            |                   |                                                                                           | Operacional                |
|        |      | Igreja de Nossa Senhora da Ajuda                                                    | Lisboa            |            | 10 (ME) + 11 (MD) |                                                                                           | Operacional                |